# Christine Van Den Wyngaert
Christine Van Den Wyngaert, née le 2 avril 1952 à Anvers en Belgique, est une juriste belge, experte du droit pénal international, de la procédure pénale et du droit pénal comparé. Elle est depuis 11 mars 2009 juge auprès de la Cour pénale internationale pour neuf ans.

## Carrière
Christine Van Den Wyngaert est juge auprès du Tribunal pénal international pour l'ex-Yougoslavie de 2003 à 2005, après avoir été juge auprès de la Cour internationale de justice de 2000 à 2002. Depuis 2009, elle est juge auprès de la Cour pénale internationale (CPI). Elle fait partie du trio qui constitue la chambre préliminaire de la CPI. En 2014, elle se désolidarise des deux autres juges dans l'instruction du procès à venir de l'ancien président ivoirien Laurent Gbagbo : « Il n’y a aucune preuve convaincante, de mon point de vue, qui montre notamment que Laurent Gbagbo se soit mis d’accord avec son supposé cercle rapproché pour commettre des crimes contre des civils »,,.

## Distinctions
Le 30 septembre 2014, Christine Van Den Wyngaert obtient le titre personnel de baronne pour ses états de service, avec l'autorisation pour son mari de porter le titre de baron devant son nom.